# Campionato mondiale femminile di calcio 2019
Il campionato mondiale femminile di calcio 2019 è stata l'ottava edizione ufficiale della manifestazione e si è svolta in Francia dal 7 giugno al 7 luglio 2019. La nazionale degli Stati Uniti, alla terza finale consecutiva, ha confermato il titolo mondiale conquistato quattro anni prima. Gli Stati Uniti eguagliano così la Germania, che aveva vinto due edizioni consecutive nel 2003 e nel 2007.
Si è trattata della prima edizione di un campionato mondiale femminile di calcio nel quale è stato utilizzato il video assistant referee (VAR). Due i record principali, precedentemente stabiliti a livello maschile, eguagliati in questa edizioneː la terza finale consecutiva raggiunta dagli Stati Uniti (come Germania Ovest e Brasile tra gli uomini), e la presenza di sette squadre europee su otto nei quarti di finale, come nel campionato del mondo 1994 (in entrambi i casi vinse l'unica squadra non europea, nei maschili del ‘94 il Brasile). Da segnalare, inoltre, che per la sesta volta (quarta consecutiva) in otto edizioni la nazionale del paese ospitante (in questo caso la Francia) è stata eliminata nei quarti di finale. Jillian Ellis, alla guida degli Stati Uniti, diventa la prima donna a vincere da allenatrice due mondiali consecutivi, eguagliando il risultato ottenuto da Vittorio Pozzo a livello maschile, che vinse due mondiali consecutivi da allenatore dell'Italia nel 1934 e nel 1938.

## Selezione della nazione ospitante
Le due candidate erano:
- Francia
- Corea del Sud

Il 19 marzo 2015 la FIFA ha annunciato come Paese ospitante la Francia.

## Stadi
Le partite del torneo vengono disputate in nove stadi selezionati il 14 giugno 2017.
| Décines-Charpieu (Lione) | Parigi                                                                     | Nizza                                                                      | Montpellier                                                                |                                                                            |
| ------------------------ | -------------------------------------------------------------------------- | -------------------------------------------------------------------------- | -------------------------------------------------------------------------- | -------------------------------------------------------------------------- |
| Parc Olympique Lyonnais  | Parco dei Principi                                                         | Allianz Riviera                                                            | Stadio della Mosson                                                        |                                                                            |
| Capacità: 59 186         | Capacità: 48 583                                                           | Capacità: 35 624                                                           | Capacità: 32 900                                                           |                                                                            |
|                          |                                                                            |                                                                            |                                                                            |                                                                            |
| Rennes                   | Lione Grenoble Le Havre Montpellier Nizza Parigi Reims Rennes Valenciennes | Lione Grenoble Le Havre Montpellier Nizza Parigi Reims Rennes Valenciennes | Lione Grenoble Le Havre Montpellier Nizza Parigi Reims Rennes Valenciennes | Lione Grenoble Le Havre Montpellier Nizza Parigi Reims Rennes Valenciennes |
| Roazhon Park             | Lione Grenoble Le Havre Montpellier Nizza Parigi Reims Rennes Valenciennes | Lione Grenoble Le Havre Montpellier Nizza Parigi Reims Rennes Valenciennes | Lione Grenoble Le Havre Montpellier Nizza Parigi Reims Rennes Valenciennes | Lione Grenoble Le Havre Montpellier Nizza Parigi Reims Rennes Valenciennes |
| Capacità: 29 778         | Lione Grenoble Le Havre Montpellier Nizza Parigi Reims Rennes Valenciennes | Lione Grenoble Le Havre Montpellier Nizza Parigi Reims Rennes Valenciennes | Lione Grenoble Le Havre Montpellier Nizza Parigi Reims Rennes Valenciennes | Lione Grenoble Le Havre Montpellier Nizza Parigi Reims Rennes Valenciennes |
|                          | Lione Grenoble Le Havre Montpellier Nizza Parigi Reims Rennes Valenciennes | Lione Grenoble Le Havre Montpellier Nizza Parigi Reims Rennes Valenciennes | Lione Grenoble Le Havre Montpellier Nizza Parigi Reims Rennes Valenciennes | Lione Grenoble Le Havre Montpellier Nizza Parigi Reims Rennes Valenciennes |
| Le Havre                 | Valenciennes                                                               | Reims                                                                      | Grenoble                                                                   |                                                                            |
| Stade Océane             | Stade du Hainaut                                                           | Stadio Auguste Delaune                                                     | Stade des Alpes                                                            |                                                                            |
| Capacità: 25 178         | Capacità: 25 172                                                           | Capacità: 21 127                                                           | Capacità: 20 068                                                           |                                                                            |
|                          |                                                                            |                                                                            |                                                                            |                                                                            |

## Mascotte
Si chiama Ettie, ed è una gallina vestita alla marinara con i colori nazionali in stile cartone animato.

## Qualificazioni
Il numero di squadre partecipanti è stato di 24, con un numero di partite disputate pari a 52. La distribuzione dei posti per le sei federazioni è stato approvato dalla FIFA nel consiglio del 13-14 ottobre 2016 e ufficializzato con apposita circolare dell'11 novembre 2016. L'unica variazione rispetto all'edizione precedente è nella federazione organizzatrice del torneo: CONCACAF per il Canada nel 2015, UEFA per la Francia nel 2019.
- AFC (Asia): 5 posti,
- CAF (Africa): 3 posti,
- CONCACAF (Centro e Nord America, Caraibi): 3 posti,
- CONMEBOL (Sud America): 2 posti,
- OFC (Oceania): 1 posto,
- UEFA (Europa): 8 posti,
- nazione ospitante (Francia): 1 posto,
- Spareggio tra CONCACAF e CONMEBOL: 1 posto.

## Squadre partecipanti
| Pr. | Squadra       | Data di qualificazione certa | Confederazione | Partecipante in quanto                                         | Ultima presenza  |
| --- | ------------- | ---------------------------- | -------------- | -------------------------------------------------------------- | ---------------- |
| 1   | Francia       | 19 marzo 2015                | UEFA           | Rappresentativa della nazione organizzatrice della fase finale | Canada 2015      |
| 2   | Cina          | 9 aprile 2018                | AFC            | Terzo posto nella Coppa d'Asia 2018                            | Canada 2015      |
| 3   | Thailandia    | 12 aprile 2018               | AFC            | Quarto posto nella Coppa d'Asia 2018                           | Canada 2015      |
| 4   | Australia     | 13 aprile 2018               | AFC            | Secondo posto nella Coppa d'Asia 2018                          | Canada 2015      |
| 5   | Giappone      | 13 aprile 2018               | AFC            | Campione della Coppa d'Asia 2018                               | Canada 2015      |
| 6   | Corea del Sud | 16 aprile 2018               | AFC            | Quinto posto nella Coppa d'Asia 2018                           | Canada 2015      |
| 7   | Brasile       | 19 aprile 2018               | CONMEBOL       | Campione della Copa América 2018                               | Canada 2015      |
| 8   | Cile          | 22 aprile 2018               | CONMEBOL       | Secondo posto nella Copa América 2018                          | Esordiente       |
| 9   | Spagna        | 8 giugno 2018                | UEFA           | Vincitrice del gruppo 7 di qualificazione UEFA                 | Canada 2015      |
| 10  | Italia        | 8 giugno 2018                | UEFA           | Vincitrice del gruppo 6 di qualificazione UEFA                 | Stati Uniti 1999 |
| 11  | Inghilterra   | 31 agosto 2018               | UEFA           | Vincitrice del gruppo 1 di qualificazione UEFA                 | Canada 2015      |
| 12  | Scozia        | 4 settembre 2018             | UEFA           | Vincitrice del gruppo 2 di qualificazione UEFA                 | Esordiente       |
| 13  | Norvegia      | 4 settembre 2018             | UEFA           | Vincitrice del gruppo 3 di qualificazione UEFA                 | Canada 2015      |
| 14  | Svezia        | 4 settembre 2018             | UEFA           | Vincitrice del gruppo 4 di qualificazione UEFA                 | Canada 2015      |
| 15  | Germania      | 4 settembre 2018             | UEFA           | Vincitrice del gruppo 5 di qualificazione UEFA                 | Canada 2015      |
| 16  | Canada        | 14 ottobre 2018              | CONCACAF       | Secondo posto nella CONCACAF Women's Championship 2018         | Canada 2015      |
| 17  | Stati Uniti   | 14 ottobre 2018              | CONCACAF       | Campione della CONCACAF Women's Championship 2018              | Canada 2015      |
| 18  | Giamaica      | 17 ottobre 2018              | CONCACAF       | Terzo Posto della CONCACAF Women's Championship 2018           | Esordiente       |
| 19  | Paesi Bassi   | 13 novembre 2018             | UEFA           | Vincitrice dello spareggio nelle qualificazioni UEFA           | Canada 2015      |
| 20  | Argentina     | 13 novembre 2018             | CONMEBOL       | Vincitrice dello spareggio CONCACAF-CONMEBOL                   | Cina 2007        |
| 21  | Nigeria       | 27 novembre 2018             | CAF            | Finalista della Coppa delle nazioni africane femminile 2018    | Canada 2015      |
| 22  | Sudafrica     | 27 novembre 2018             | CAF            | Finalista della Coppa delle nazioni africane femminile 2018    | Esordiente       |
| 23  | Camerun       | 30 novembre 2018             | CAF            | Terzo posto nella Coppa delle nazioni africane femminile 2018  | Canada 2015      |
| 24  | Nuova Zelanda | 1º dicembre 2018             | OFC            | Campione della Coppa delle nazioni oceaniane femminile 2018    | Canada 2015      |

## Arbitri
Il 3 dicembre 2018 la FIFA ha annunciato la lista degli arbitri e degli assistenti selezionati. Il 2 maggio 2019 la FIFA ha annunciato la lista aggiuntiva di ufficiali di gara aventi mansioni esclusivamente VAR.
| Confederazione | Arbitri                 | Assistenti                              | Arbitri VAR                       |
| -------------- | ----------------------- | --------------------------------------- | --------------------------------- |
| AFC            | Kate Jacewicz           | Makoto Bozono, Maiko Hagio              | Chris Beath                       |
| AFC            | Qin Liang               | Fang Yan                                | Mohammed Abdulla Hassan           |
| AFC            | Casey Reibelt           | Kim Kyoung-min, Lee Seul-gi             |                                   |
| AFC            | Ri Hyang-ok             | Hong Kum-nyo                            |                                   |
| AFC            | Yoshimi Yamashita       | Naomi Teshirogi                         |                                   |
| CAF            | Lidya Tafesse Abebe     | Bernadettar Kwimbira, Mary Njoroge      |                                   |
| CAF            | Gladys Lengwe           | Lidwine Rakotozafinoro                  |                                   |
| CAF            | Salima Mukansanga       | Queency Victoire                        |                                   |
| CONCACAF       | Marie-Soleil Beaudoin   | Chantal Boudreau, Shirley Perello       | Drew Fischer                      |
| CONCACAF       | Melissa Borjas          | Princess Brown, Stephanie-Dale Yee Sing | Drew Fischer                      |
| CONCACAF       | Ekaterina Koroleva      | Felisha Mariscal, Kathryn Nesbitt       | Drew Fischer                      |
| CONCACAF       | Lucila Venegas          | Enedina Caudillo, Mayte Chávez          | Drew Fischer                      |
| CONMEBOL       | Edina Alves Batista     | Neuza Back, Tatiane Sacilotti           | Mauro Vigliano                    |
| CONMEBOL       | María Carvajal          | Loreto Toloza, Leslie Vásquez           | Mauro Vigliano                    |
| CONMEBOL       | Laura Fortunato         | Mariana De Almeida, Mónica Amboya       | Mauro Vigliano                    |
| CONMEBOL       | Claudia Umpiérrez       | Luciana Mascaraña, Mary Blanco          | Mauro Vigliano                    |
| OFC            | Anna-Marie Keighley     | Sarah Jones, Maria Salamasina           |                                   |
| UEFA           | Jana Adámková           | Lucie Ratajová, Mária Súkeníková        | Massimiliano Irrati, Paolo Valeri |
| UEFA           | Sandra Braz             | Kylie Cockburn, Michelle O'Neill        | Tiago Martins                     |
| UEFA           | Stéphanie Frappart      | Manuela Nicolosi, Chrysoula Kourompylia | Clément Turpin                    |
| UEFA           | Riem Hussein            | Katrin Rafalski, Julia Magnusson        | Bastian Dankert, Sascha Stegemann |
| UEFA           | Katalin Kulcsár         | Katalin Török, Sanja Rođak-Karšić       | Paweł Gil                         |
| UEFA           | Kateryna Monzul'        | Oleksandra Ardaševa, Maryna Striletska  | Carlos del Cerro Grande           |
| UEFA           | Anastasija Pustovojtova | Ekaterina Kurochkina, Susanne Küng      | Danny Makkelie                    |
| UEFA           | Esther Staubli          | Sian Massey, Lisa Rashid                | José María Sánchez Martínez       |
| UEFA           | Bibiana Steinhaus       | Petruța Iugulescu, Mihaela Tepusa       | Felix Zwayer                      |

## Sorteggio
Il sorteggio per definire la composizione dei gruppi si è tenuto l'8 dicembre 2018 presso il centro "La Seine Musicale" sito sull'isola Île Seguin, nei pressi di Boulogne-Billancourt nella regione dell'Île-de-France.
Le 24 squadre partecipanti sono stati distribuite in quattro urne secondo la classifica mondiale femminile della FIFA pubblicata il 7 dicembre 2018, con la Francia inserita nell'urna 1 con posizione A1. Ciascun gruppo non può contenere più di una squadra appartenente alla stessa confederazione, eccetto che per la UEFA che presenta nove nazionali alla competizione.

### Urne
| Urna 1                                                         | Urna 2                                              | Urna 3                                                    | Urna 4                                            |
| -------------------------------------------------------------- | --------------------------------------------------- | --------------------------------------------------------- | ------------------------------------------------- |
| Francia (A1) Stati Uniti Germania Inghilterra Canada Australia | Paesi Bassi Giappone Svezia Brasile Spagna Norvegia | Corea del Sud Cina Italia Nuova Zelanda Scozia Thailandia | Argentina Cile Nigeria Camerun Sudafrica Giamaica |

## Convocazioni
Ogni nazionale deve fornire alla FIFA una squadra preliminare tra 23 e 50 giocatrici entro il 26 aprile 2019, lista che non deve essere pubblicata. Dalla squadra preliminare, ciascuna nazionale deve fornire una lista finale di 23 giocatrici (tre delle quali nel ruolo di portiere) entro una scadenza annunciata. Le giocatrici dell'ultima squadra possono essere sostituite da una giocatrice della squadra preliminare a causa di gravi infortuni o malattie fino a 24 ore prima del calcio d'inizio della sua prima partita.

## Fase a gironi
La programmazione delle partite è stata annunciata l'8 febbraio 2018. L'orario di tutte le partite è CEST.
Si qualificano alla fase ad eliminazione diretta le prime due classificate di ciascuno dei sei gruppi più le quattro migliori terze.
In caso di parità di punti tra due o più squadre di uno stesso gruppo, le posizioni in classifica verranno determinate prendendo in considerazione, nell'ordine, i seguenti criteri:
1. migliore differenza reti;
2. maggiore numero di reti segnate;
3. maggiore numero di punti negli scontri diretti tra le squadre interessate (classifica avulsa);
4. migliore differenza reti negli scontri diretti tra le squadre interessate (classifica avulsa);
5. maggiore numero di reti segnate negli scontri diretti tra le squadre interessate (classifica avulsa);
6. classifica del fair play:
  1. cartellino giallo: -1 punto,
  2. cartellino rosso da doppia ammonizione: -3 punti,
  3. cartellino rosso diretto: -4 punti,
  4. cartellino giallo e cartellino rosso diretto: -5 punti,
7. sorteggio.

### Gruppo A

#### Classifica

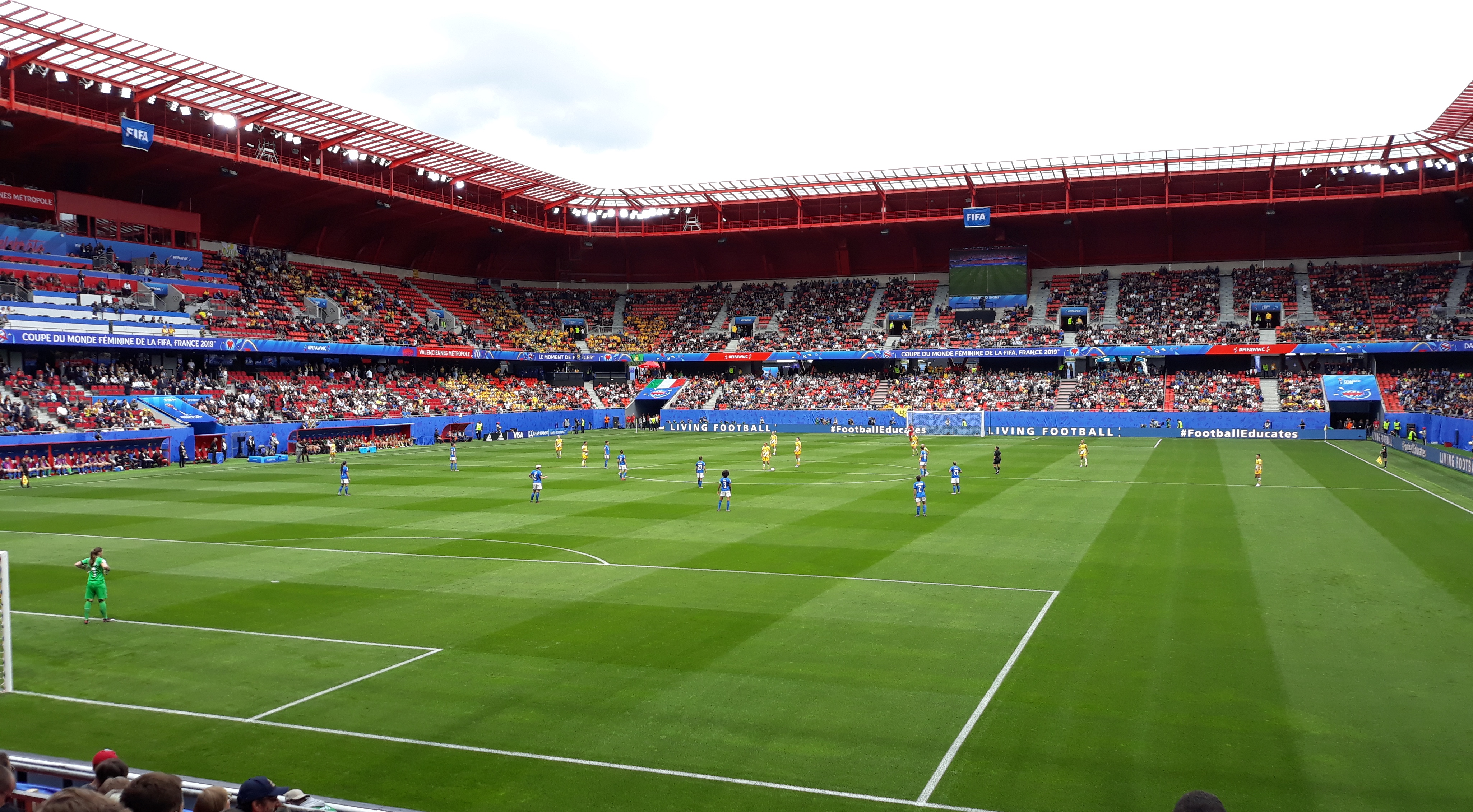
e in campo allo Stade du Hainaut di Valenciennes nella gara inaugurale del gruppo C

| Pos. | Squadra       | Pt | G | V | N | P | GF | GS | DR |
| ---- | ------------- | -- | - | - | - | - | -- | -- | -- |
| 1.   | Francia       | 9  | 3 | 3 | 0 | 0 | 7  | 1  | +6 |
| 2.   | Norvegia      | 6  | 3 | 2 | 0 | 1 | 6  | 3  | +3 |
| 3.   | Nigeria       | 3  | 3 | 1 | 0 | 2 | 2  | 4  | -2 |
| 4.   | Corea del Sud | 0  | 3 | 0 | 0 | 3 | 1  | 8  | -7 |

#### Risultati
| Arbitro: | Umpiérrez |

|                                          |           |  |
| Le Sommer 9’ Renard 35’, 45+2’ Henry 85’ | Marcatori |  |

| Arbitro: | Jacewicz |

|                                                 |           |  |
| Reiten 17’ Karlseng Utland 34’ Ohale 37’ (aut.) | Marcatori |  |

| Arbitro: | Pustovojtova |

|                                 |           |  |
| Kim D.Y. 29’ (aut.) Oshoala 75’ | Marcatori |  |

| Arbitro: | Steinhaus |

|                                 |           |                   |
| Gauvin 46’ Le Sommer 72’ (rig.) | Marcatori | 54’ (aut.) Renard |

| Arbitro: | Borjas |

|  |           |                   |
|  | Marcatori | 79’ (rig.) Renard |

| Arbitro: | Beaudoin |

|              |           |                                              |
| Yeo M.J. 78’ | Marcatori | 4’ (rig.) Graham Hansen 50’ (rig.) Herlovsen |

### Gruppo B

#### Classifica
| Pos. | Squadra   | Pt | G | V | N | P | GF | GS | DR |
| ---- | --------- | -- | - | - | - | - | -- | -- | -- |
| 1.   | Germania  | 9  | 3 | 3 | 0 | 0 | 6  | 0  | +6 |
| 2.   | Spagna    | 4  | 3 | 1 | 1 | 1 | 3  | 2  | +1 |
| 3.   | Cina      | 4  | 3 | 1 | 1 | 1 | 1  | 1  | 0  |
| 4.   | Sudafrica | 0  | 3 | 0 | 0 | 3 | 1  | 8  | -7 |

#### Risultati
| Arbitro: | Beaudoin |

|           |           |  |
| Gwinn 66’ | Marcatori |  |

| Arbitro: | Carvajal |

|                                              |           |              |
| Hermoso 69’ (rig.), 82’ (rig.) L. García 89’ | Marcatori | 25’ Kgatlana |

| Arbitro: | Monzul' |

|             |           |  |
| Däbritz 42’ | Marcatori |  |

| Arbitro: | Kulcsár |

|  |           |           |
|  | Marcatori | 40’ Li Y. |

| Arbitro: | Braz |

|  |           |                                             |
|  | Marcatori | 14’ Leupolz 29’ Däbritz 40’ Popp 58’ Magull |

| Le Havre 17 giugno 2019, ore 18:00 CEST partita 28 | Cina    | 0 – 0 referto | Spagna | Stade Océane (11 814 spett.)\| Arbitro: \| Batista \| |
| Arbitro:                                           | Batista |               |        |                                                       |

### Gruppo C

#### Classifica
| Pos. | Squadra   | Pt | G | V | N | P | GF | GS | DR  |
| ---- | --------- | -- | - | - | - | - | -- | -- | --- |
| 1.   | Italia    | 6  | 3 | 2 | 0 | 1 | 7  | 2  | +5  |
| 2.   | Australia | 6  | 3 | 2 | 0 | 1 | 8  | 5  | +3  |
| 3.   | Brasile   | 6  | 3 | 2 | 0 | 1 | 6  | 3  | +3  |
| 4.   | Giamaica  | 0  | 3 | 0 | 0 | 3 | 1  | 12 | -11 |

#### Risultati
| Arbitro: | Borjas |

|          |           |                     |
| Kerr 22’ | Marcatori | 56’, 90+5’ Bonansea |

| Arbitro: | Hussein |

|                         |           |  |
| Cristiane 15’, 50’, 64’ | Marcatori |  |

| Arbitro: | Esther Staubli |

|                                           |           |                                |
| Foord 45+1’ Logarzo 58’ Mônica 69’ (aut.) | Marcatori | 27’ (rig.) Marta 38’ Cristiane |

| Arbitro: | Keighley |

|  |           |                                             |
|  | Marcatori | 12’ (rig.), 25’, 46’ Girelli 71’, 81’ Galli |

| Arbitro: | Kulcsár |

|            |           |                         |
| Solaun 49’ | Marcatori | 11’, 42’, 69’, 83’ Kerr |

| Arbitro: | Venegas |

|  |           |                  |
|  | Marcatori | 74’ (rig.) Marta |

### Gruppo D

#### Classifica
| Pos. | Squadra     | Pt | G | V | N | P | GF | GS | DR |
| ---- | ----------- | -- | - | - | - | - | -- | -- | -- |
| 1.   | Inghilterra | 9  | 3 | 3 | 0 | 0 | 5  | 1  | +4 |
| 2.   | Giappone    | 4  | 3 | 1 | 1 | 1 | 2  | 3  | -1 |
| 3.   | Argentina   | 2  | 3 | 0 | 2 | 1 | 3  | 4  | -1 |
| 4.   | Scozia      | 1  | 3 | 0 | 1 | 2 | 5  | 7  | -2 |

#### Risultati
| Arbitro: | Adámková |

|                             |           |            |
| Parris 14’ (rig.) White 40’ | Marcatori | 79’ Emslie |

| Parigi 10 giugno 2019, ore 18:00 CEST partita 8 | Argentina | 0 – 0 referto | Giappone | Parco dei Principi (25 055 spett.)\| Arbitro: \| Frappart \| |
| Arbitro:                                        | Frappart  |               |          |                                                              |

| Arbitro: | Abebe |

|                                  |           |              |
| Iwabuchi 23’ Sugasawa 37’ (rig.) | Marcatori | 88’ Clelland |

| Arbitro: | Qin |

|            |           |  |
| Taylor 62’ | Marcatori |  |

| Arbitro: | Umpiérrez |

|  |           |                |
|  | Marcatori | 15’, 84’ White |

| Arbitro: | Ri |

|                                     |           |                                                           |
| Little 19’ Beattie 49’ Cuthbert 69’ | Marcatori | 74’ Menéndez 79’ (aut.) Alexander 90+4’ (rig.) Bonsegundo |

### Gruppo E

#### Classifica
| Pos. | Squadra       | Pt | G | V | N | P | GF | GS | DR |
| ---- | ------------- | -- | - | - | - | - | -- | -- | -- |
| 1.   | Paesi Bassi   | 9  | 3 | 3 | 0 | 0 | 6  | 2  | +4 |
| 2.   | Canada        | 6  | 3 | 2 | 0 | 1 | 4  | 2  | +2 |
| 3.   | Camerun       | 3  | 3 | 1 | 0 | 2 | 3  | 5  | -2 |
| 4.   | Nuova Zelanda | 0  | 3 | 0 | 0 | 3 | 1  | 5  | -4 |

#### Risultati
| Arbitro: | Ri |

|              |           |  |
| Buchanan 45’ | Marcatori |  |

| Arbitro: | Batista |

|  |           |             |
|  | Marcatori | 90+2’ Roord |

| Arbitro: | Reibelt |

|                                 |           |             |
| Miedema 41’, 85’ Bloodworth 48’ | Marcatori | 43’ Onguéné |

| Arbitro: | Yamashita |

|                        |           |  |
| Fleming 48’ Prince 79’ | Marcatori |  |

| Arbitro: | Frappart |

|                            |           |              |
| Dekker 54’ Beerensteyn 75’ | Marcatori | 60’ Sinclair |

| Arbitro: | Monzul' |

|                   |           |                  |
| Nchout 57’, 90+5’ | Marcatori | 80’ (aut.) Awona |

### Gruppo F

#### Classifica
| Pos. | Squadra     | Pt | G | V | N | P | GF | GS | DR  |
| ---- | ----------- | -- | - | - | - | - | -- | -- | --- |
| 1.   | Stati Uniti | 9  | 3 | 3 | 0 | 0 | 18 | 0  | +18 |
| 2.   | Svezia      | 6  | 3 | 2 | 0 | 1 | 7  | 3  | +4  |
| 3.   | Cile        | 3  | 3 | 1 | 0 | 2 | 2  | 5  | -3  |
| 4.   | Thailandia  | 0  | 3 | 0 | 0 | 3 | 1  | 20 | -19 |

#### Risultati
| Arbitro: | Venegas |

|  |           |                          |
|  | Marcatori | 83’ Asllani 90+4’ Janogy |

| Arbitro: | Fortunato |

| |           |  |
| Morgan 12’, 53’, 74’, 81’, 87’ Lavelle 20’, 56’ Horan 32’ Mewis 50’, 54’ Rapinoe 79’ Pugh 85’ Lloyd 90+2’ | Marcatori |  |

| Arbitro: | Mukansanga |

|                                                                     |           |                 |
| Sembrant 6’ Asllani 19’ Rolfö 42’ Hurtig 81’ Rubensson 90+6’ (rig.) | Marcatori | 90+1’ Sungngoen |

| Arbitro: | Hussein |

|                         |           |  |
| Lloyd 11’, 35’ Ertz 26’ | Marcatori |  |

| Arbitro: | Pustovojtova |

|  |           |                               |
|  | Marcatori | 3’ Horan 50’ (aut.) Andersson |

| Arbitro: | Keighley |

|  |           |                                 |
|  | Marcatori | 48’ (aut.) Boonsing 80’ Urrutia |

### Confronto tra le terze classificate
Le quattro squadre con la miglior classifica si qualificano agli ottavi di finale. I criteri usati per determinare il miglior piazzamento sono, nell'ordine:
1. maggior numero di punti;
2. miglior differenza reti;
3. maggior numero di reti segnate;
4. classifica del fair play;
5. sorteggio.

| Pos. | Gr. | Squadra   | Pt | G | V | N | P | GF | GS | DR |
| ---- | --- | --------- | -- | - | - | - | - | -- | -- | -- |
| 1.   | C   | Brasile   | 6  | 3 | 2 | 0 | 1 | 6  | 3  | +3 |
| 2.   | B   | Cina      | 4  | 3 | 1 | 1 | 1 | 1  | 1  | 0  |
| 3.   | E   | Camerun   | 3  | 3 | 1 | 0 | 2 | 3  | 5  | -2 |
| 4.   | A   | Nigeria   | 3  | 3 | 1 | 0 | 2 | 2  | 4  | -2 |
| 5.   | F   | Cile      | 3  | 3 | 1 | 0 | 2 | 2  | 5  | -3 |
| 6.   | D   | Argentina | 2  | 3 | 0 | 2 | 1 | 3  | 4  | -1 |

## Fase a eliminazione diretta

### Tabellone
|  | Ottavi di finale | Ottavi di finale | Ottavi di finale |             |                   | Quarti di finale  | Quarti di finale | Quarti di finale |        |             | Semifinali  | Semifinali | Semifinali |                 |                 | Finale          | Finale | Finale |  |
|  |                  |                  |                  |             |                   |                   |                  |                  |        |             |             |            |            |                 |                 |                 |        |        |  |
|  | 2A               | Norvegia (dtr)   | 1 (4)            |             |                   |                   |                  |                  |        |             |             |            |            |                 |                 |                 |        |        |  |
|  | 2A               | Norvegia (dtr)   | 1 (4)            |             |                   |                   |                  |                  |        |             |             |            |            |                 |                 |                 |        |        |  |
|  | 2C               | Australia        | 1 (1)            |             |                   |                   |                  |                  |        |             |             |            |            |                 |                 |                 |        |        |  |
|  | 2C               | Australia        | 1 (1)            |             | Norvegia          | Norvegia          | 0                |                  |        |             |             |            |            |                 |                 |                 |        |        |  |
|  |                  |                  |                  |             | Norvegia          | Norvegia          | 0                |                  |        |             |             |            |            |                 |                 |                 |        |        |  |
|  |                  |                  | Inghilterra      | Inghilterra | 3                 |                   |                  |                  |        |             |             |            |            |                 |                 |                 |        |        |  |
|  | 1D               | Inghilterra      | Inghilterra      | Inghilterra | 3                 | 3                 |                  |                  |        |             |             |            |            |                 |                 |                 |        |        |  |
|  | 1D               | Inghilterra      |                  |             |                   |                   |                  |                  |        |             |             |            |            |                 |                 |                 |        |        |  |
|  | 3E               | Camerun          | 0                |             |                   |                   |                  |                  |        |             |             |            |            |                 |                 |                 |        |        |  |
|  | 3E               | Camerun          | 0                |             | Inghilterra       | Inghilterra       | 1                |                  |        |             |             |            |            |                 |                 |                 |        |        |  |
|  |                  |                  |                  |             |                   |                   |                  |                  |        |             |             |            |            |                 |                 |                 |        |        |  |
|  |                  |                  | Stati Uniti      | Stati Uniti | 2                 |                   |                  |                  |        |             |             |            |            |                 |                 |                 |        |        |  |
|  | 1A               | Francia (dts)    | Stati Uniti      | Stati Uniti | 2                 | 2                 |                  |                  |        |             |             |            |            |                 |                 |                 |        |        |  |
|  | 1A               | Francia (dts)    |                  |             |                   |                   |                  |                  |        |             |             |            |            |                 |                 |                 |        |        |  |
|  | 3C               | Brasile          | 1                |             |                   |                   |                  |                  |        |             |             |            |            |                 |                 |                 |        |        |  |
|  | 3C               | Brasile          | 1                |             | Francia           | Francia           | 1                |                  |        |             |             |            |            |                 |                 |                 |        |        |  |
|  |                  |                  |                  |             | Francia           | Francia           | 1                |                  |        |             |             |            |            |                 |                 |                 |        |        |  |
|  |                  |                  | Stati Uniti      | Stati Uniti | 2                 |                   |                  |                  |        |             |             |            |            |                 |                 |                 |        |        |  |
|  | 2B               | Spagna           | Stati Uniti      | Stati Uniti | 2                 | 1                 |                  |                  |        |             |             |            |            |                 |                 |                 |        |        |  |
|  | 2B               | Spagna           |                  |             |                   |                   |                  |                  |        |             |             |            |            |                 |                 |                 |        |        |  |
|  | 1F               | Stati Uniti      | 2                |             |                   |                   |                  |                  |        |             |             |            |            |                 |                 |                 |        |        |  |
|  | 1F               | Stati Uniti      | 2                |             | Stati Uniti       | Stati Uniti       | 2                |                  |        |             |             |            |            |                 |                 |                 |        |        |  |
|  |                  |                  |                  |             |                   |                   |                  |                  |        |             |             |            |            |                 |                 |                 |        |        |  |
|  |                  |                  | Paesi Bassi      | Paesi Bassi | 0                 |                   |                  |                  |        |             |             |            |            |                 |                 |                 |        |        |  |
|  | 1C               | Italia           | Paesi Bassi      | Paesi Bassi | 0                 | 2                 |                  |                  |        |             |             |            |            |                 |                 |                 |        |        |  |
|  | 1C               | Italia           |                  |             |                   | 2                 |                  |                  |        |             |             |            |            |                 |                 |                 |        |        |  |
|  | 3B               | Cina             | 0                |             |                   |                   |                  |                  |        |             |             |            |            |                 |                 |                 |        |        |  |
|  | 3B               | Cina             | 0                |             | Italia            | Italia            | 0                |                  |        |             |             |            |            |                 |                 |                 |        |        |  |
|  |                  |                  |                  |             | Italia            | Italia            | 0                |                  |        |             |             |            |            |                 |                 |                 |        |        |  |
|  |                  |                  | Paesi Bassi      | Paesi Bassi | 2                 |                   |                  |                  |        |             |             |            |            |                 |                 |                 |        |        |  |
|  | 1E               | Paesi Bassi      | Paesi Bassi      | Paesi Bassi | 2                 | 2                 |                  |                  |        |             |             |            |            |                 |                 |                 |        |        |  |
|  | 1E               | Paesi Bassi      |                  |             |                   |                   |                  |                  |        |             |             |            |            |                 |                 |                 |        |        |  |
|  | 2D               | Giappone         | 1                |             |                   |                   |                  |                  |        |             |             |            |            |                 |                 |                 |        |        |  |
|  | 2D               | Giappone         | 1                |             | Paesi Bassi (dts) | Paesi Bassi (dts) | 1                |                  |        |             |             |            |            |                 |                 |                 |        |        |  |
|  |                  |                  |                  |             |                   |                   |                  |                  |        |             |             |            |            |                 |                 |                 |        |        |  |
|  |                  |                  | Svezia           | Svezia      | 0                 |                   |                  |                  |        |             |             |            |            |                 |                 |                 |        |        |  |
|  | 1B               | Germania         | Svezia           | Svezia      | 0                 | 3                 |                  |                  |        |             |             |            |            | Finale 3º posto | Finale 3º posto | Finale 3º posto |        |        |  |
|  | 1B               | Germania         |                  |             |                   |                   |                  |                  |        |             |             |            |            |                 |                 |                 |        |        |  |
|  | 3A               | Nigeria          | 0                |             |                   |                   |                  |                  |        |             |             |            |            |                 |                 |                 |        |        |  |
|  | 3A               | Nigeria          | 0                |             | Germania          | Germania          | 1                |                  |        | Inghilterra | Inghilterra | 1          |            |                 |                 |                 |        |        |  |
|  |                  |                  |                  |             | Germania          | Germania          | 1                |                  |        | Inghilterra | Inghilterra | 1          |            |                 |                 |                 |        |        |  |
|  |                  |                  | Svezia           | Svezia      | 2                 |                   |                  | Svezia           | Svezia | 2           |             |            |            |                 |                 |                 |        |        |  |
|  | 2F               | Svezia           | Svezia           | Svezia      | 2                 | 1                 |                  | Svezia           | Svezia | 2           |             |            |            |                 |                 |                 |        |        |  |
|  | 2F               | Svezia           |                  |             |                   |                   |                  |                  |        |             |             |            |            |                 |                 |                 |        |        |  |
|  | 2E               | Canada           | 0                |             |                   |                   |                  |                  |        |             |             |            |            |                 |                 |                 |        |        |  |

### Ottavi di finale
| Arbitro: | Yamashita |

|                                          |           |  |
| Popp 20’ Däbritz 27’ (rig.) Schüller 82’ | Marcatori |  |

| Arbitro: | Hussein |

|                                   |                      |                     |
| Herlovsen 31’                     | Marcatori            | 83’ Kellond-Knight  |
| Graham Hansen Reiten Mjelde Engen | Tiri di rigore 4 – 1 | Kerr Gielnik Catley |

| Arbitro: | Qin |

|                                        |           |  |
| Houghton 14’ White 45+4’ Greenwood 58’ | Marcatori |  |

| Arbitro: | Beaudoin |

|                       |           |            |
| Gauvin 52’ Henry 107’ | Marcatori | 63’ Thaisa |

| Arbitro: | Kulcsár |

|            |           |                               |
| Hermoso 9’ | Marcatori | 7’ (rig.), 75’ (rig.) Rapinoe |

| Arbitro: | Jacewicz |

|                  |           |  |
| Blackstenius 55’ | Marcatori |  |

| Arbitro: | Batista |

|                        |           |  |
| Giacinti 15’ Galli 49’ | Marcatori |  |

| Arbitro: | Borjas |

|                           |           |              |
| Martens 17’, 90+1’ (rig.) | Marcatori | 43’ Hasegawa |

### Quarti di finale
| Arbitro: | Venegas |

|  |           |                               |
|  | Marcatori | 3’ Scott 40’ White 57’ Bronze |

| Arbitro: | Monzul' |

|            |           |                 |
| Renard 81’ | Marcatori | 5’, 65’ Rapinoe |

| Arbitro: | Umpiérrez |

|  |           |                               |
|  | Marcatori | 70’ Miedema 80’ van der Gragt |

| Arbitro: | Frappart |

|            |           |                                |
| Magull 16’ | Marcatori | 22’ Jakobsson 48’ Blackstenius |

### Semifinali
| Arbitro: | Batista |

|           |           |                      |
| White 19’ | Marcatori | 10’ Press 31’ Morgan |

| Arbitro: | Beaudoin |

|             |           |  |
| Groenen 99’ | Marcatori |  |

### Finale terzo posto
| Arbitro: | Pustovoitova |

|           |           |                           |
| Kirby 31’ | Marcatori | 11’ Asllani 22’ Jakobsson |

### Finale
| Arbitro: | Frappart |

|                                |           |  |
| Rapinoe 61’ (rig.) Lavelle 69’ | Marcatori |  |

## Statistiche

### Classifica marcatrici
6 reti
- Ellen White

- Alex Morgan

- Megan Rapinoe (3 rig.)

5 reti
- Samantha Kerr

4 reti
- Cristiane

- Wendie Renard (1 rig.)

3 reti
- Sara Däbritz (1 rig.)
- Aurora Galli
- Cristiana Girelli (1 rig.)

- Vivianne Miedema
- Jennifer Hermoso (2 rig.)
- Rose Lavelle

- Carli Lloyd
- Kosovare Asllani

2 reti
- Marta (2 rig.)
- Ajara Nchout
- Valérie Gauvin
- Amandine Henry
- Eugénie Le Sommer (1 rig.)

- Lina Magull
- Alexandra Popp
- Barbara Bonansea
- Isabell Herlovsen (1 rig.)
- Lieke Martens (1 rig.)

- Lindsey Horan
- Samantha Mewis
- Stina Blackstenius
- Sofia Jakobsson

1 rete
- Florencia Bonsegundo (1 rig.)
- Milagros Menéndez
- Caitlin Foord
- Elise Kellond-Knight
- Chloe Logarzo
- Thaisa Moreno
- Gabrielle Onguéné
- Kadeisha Buchanan
- Jessie Fleming
- Nichelle Prince
- Christine Sinclair
- María José Urrutia
- Li Ying
- Yeo Min-ji
- Giulia Gwinn
- Melanie Leupolz
- Lea Schüller
- Havana Solaun
- Yui Hasegawa

- Mana Iwabuchi
- Yuika Sugasawa (1 rig.)
- Lucy Bronze
- Alex Greenwood
- Steph Houghton
- Fran Kirby
- Nikita Parris (1 rig.)
- Jill Scott
- Jodie Taylor
- Valentina Giacinti
- Asisat Oshoala
- Caroline Graham Hansen (1 rig.)
- Guro Reiten
- Lisa-Marie Karlseng Utland
- Lineth Beerensteyn
- Dominique Bloodworth
- Anouk Dekker
- Stefanie van der Gragt
- Jackie Groenen

- Jill Roord
- Jennifer Beattie
- Lana Clelland
- Erin Cuthbert
- Claire Emslie
- Kim Little
- Lucía García
- Julie Ertz
- Christen Press
- Mallory Pugh
- Thembi Kgatlana
- Lina Hurtig
- Madelen Janogy
- Fridolina Rolfö
- Elin Rubensson (1 rig.)
- Linda Sembrant
- Kanjana Sungngoen

1 autorete
- Mônica (pro Australia)
- Aurelle Awona (pro Nuova Zelanda)
- Kim Do-yeon (pro Nigeria)

- Wendie Renard (pro Norvegia)
- Osinachi Ohale (pro Norvegia)
- Lee Alexander (pro Argentina)

- Jonna Andersson (pro Stati Uniti)
- Waraporn Boonsing (pro Cile)

## Qualificazioni alle Olimpiadi estive
Il campionato mondiale viene utilizzato dalla UEFA per qualificare tre squadre al torneo femminile di calcio dei Giochi olimpici estivi di Tokyo 2020. Se le squadre in competizione per uno dei tre posti vengono eliminate nello stesso turno, si procede con uno spareggio da disputare all'inizio del 2020. Comunque, un massimo di quattro squadre potrà partecipare a questi eventuali spareggi perché è disponibile solo una finestra di partite internazionali. Per la prima volta, grazie a un accordo tra le federazioni britanniche, è stato deciso che la qualificazione della Gran Bretagna al torneo olimpico sarà legata ai risultati della nazionale inglese.
Per i Giochi olimpici si sono qualificate le nazionali della Gran Bretagna, dei Paesi Bassi e della Svezia, tutte e tre qualificate alle semifinali del campionato mondiale (il Regno Unito attraverso le prestazioni dell'Inghilterra).